# Курейська ГЕС
Курейська гідроелектростанція — ГЕС на річці Курейка, біля селища Світлогорськ, Красноярський край. Входить до Курейського каскаду ГЕС.

## Загальні відомості
Будівництво ГЕС почалося в 1975 році, закінчилося у 2002 році. Склад споруд ГЕС:
- руслова кам'яно-земляна гребля максимальною висотою 81,5 м, довжиною по гребеню 1576 м;
- лівобережна гребля;
- правобережна дамба;
- поверхневий водоскид в скельній виїмці з трампліном. Лоток водозливу має ширину 76 м, довжину — 168 м;
- будівельний тунель;
- водоприймач;
- напірні трубопроводи довжиною 130 м;
- напівпідземна прибудована будівля ГЕС довжиною 154 м;
- відвідний канал довжиною 170 м і шириною 101 м.

Потужність ГЕС — 600 МВт, середньорічне вироблення —  2,62 млрд кВт · год . У будівлі ГЕС встановлено 5 радіально-осьових гідроагрегатів потужністю по 120 МВт, що працюють при розрахунковому напорі 57 м. Напірні споруди ГЕС (довжина напірного фронту 4,3 км) утворюють Курейське водосховище річного регулювання. Площа водосховища 558 км², повний об'єм — 9,96 км³.
Нижче Курейської ГЕС планується будівництво її контррегулятора — Нижньо-Курейської ГЕС потужністю 150 МВт.
Курейська ГЕС спроєктована інститутом «КрасноярськГідропроект».

## Економічне значення
Курейська ГЕС призначена для енергопостачання найбільшого в світі Норильського гірничо-металургійного комбінату, а також Дудінського і Ігарського промислових районів. У перспективі планується створення Курейського каскаду ГЕС.
ГЕС входить до складу ВАТ «Таймиренерго», придбаного в липні 2007 ГМК «Норильський Нікель» на аукціоні у РАТ «ЄЕС» за 7,29 млрд.руб.